# اولیم
اولیم (به لهستانی:  Ulim) یک روستا در لهستان است که در گمینا دشچنو واقع شده‌است.